# Laugère
Laugère est un hameau situé à 3 km à l'est de Charenton-du-Cher, commune du département du Cher, en France.

## Histoire
Avant la Révolution, Laugère comprend une ferme, un domaine et le « Petit Augère » constitué de quelques maisons.
Le vieux Laugère :
La première mention de Laugère date de 1309 sous la forme latinisée Augeria dans un acte concernant Charenton, puis forme française Augère en 1488. En 1530, L’Augère est un village et un domaine. La ferme est mentionnée comme dépendante de l'abbaye Notre-Dame de Bellavaux de Charenton de 1206 à 1735 (AD Cher) comme Clavières et Teilleux. L'abbaye de Charenton recevait également la dîme (1311 – 1740).
En 1688, René Auboué est laboureur à Laugère ainsi que Toussaint Durandal surnommé "Bel amour". En 1700, ce sera Jean Guignard et en 1703 Pierre Bourgogne En 1705, Étienne Ringué habite Laugère.
En 1830, le village comprend 5 maisons, le « petit Augère » 2 maisons et un taillis. Le pré de Laugère appartient à M. Rambourg – le maître des forges de Tronçais. Le vieux Laugère est alors plus petit que le hameau des Perrons qui comportait 16 maisons.

## Économie
Lors de la refonte du réseau routier en 1830, les routes Bourges - Moulins et Angoulême - Nevers se coupent à Laugère créant ainsi le « grand carroir » avec création d’un relais de poste en 1843. Le premier tenancier fut M Monicault qui avait 5 chevaux dont un mailler, 3 bricoliers et 1 bidet. Le sieur Gilbert Nérot (34 ans) était son postillon et le sieur Joseph Defay (26 ans) son monteur à défaut. L’inscription POSTE AUX CHEVAUX est posée le 9 septembre 1843. Ce relai de poste existe toujours et a été converti en maison d'habitation.
Au XIXe siècle, un "nouveau Laugère" est créé autour de la tuilerie, de la gare et du canal de Berry.
Bassin du canal de Berry : Le canal arrive entre 1830 et 1840 - la gare d'eau permet le trafic des marchandises (grue de transbordement encore en place)
Gare du chemin de fer économique : Le tacot arrive en 1891 - 1892 - la tuilerie (1895) sera reliée à la gare de Laugère (projet de construction vers Ainay-le-château en 1903). Les premiers vœux de réalisation d'un chemin de fer économique remontent à 1889, le conseil d’arrondissement a émis un projet de ligne reliant Laugère à Bourbon-l'Archambault en passant par Ainay-le-château, Saint-Bonnet, Cérilly, Theneuille et Ygrande. Ce prolongement n’a pas vu le jour car d’autres lignes étaient davantage prioritaires et viendrait concurrencer la ligne Saint-Amand - Montluçon - Moulins. La compagnie d’Orléans émet un avis également défavorable.
Tuilerie de Laugère : créé en 1895, cette implantation permet d'exporter la production vers Bourges, Montluçon, Vierzon, Saint-Amand, Gien, Montargis, Paris, Digoin... par le canal de Berry et par le tacot vers Châteaumeillant, La Guerche... ces localités étant inabordables par eau. La tuilerie produit des tuiles  - briques pleines - briques creuses - carreaux - les accessoires : faîtières, boisseaux  - tuyaux de drainage. Après l'abandon des forges de Vierzon, l'activité se recentre sur Laugère et favorise la concentration du personnel qualifié et du matériel récupéré des autres sites. Il en résulte une aisance financière momentanée. En 1926, une grève éclate à la tuilerie. Les ouvriers obtiendront une subvention de 500 F.
Commodités sociales :1883 : boite aux lettres à Laugère - le directeur départemental des PTT reconnaît la nécessité d'établir une boite aux lettres à Laugère si la commune veut bien prendre à sa charge les frais d'achat (2 225 F), la pose et l'entretien de cet aménagement.
1885 : prolongement du ruisseau de la Ruige vers Vernais pour drainer les terres humides. Il sera décider de prolonger le ruisseau jusqu'au chemin des Lombards.
1896 : installation d'un réverbère à l'écluse de Laugère financé par souscription des habitants de 25 F et une contribution de 25 F de la part du conseil municipal de Charenton, soit 10 F pour le poteau et 5 F de complément
1927 : cabine téléphonique à Laugère sur une initiative privée : la commune se désengage car le bénéfice ira aux commerçants
École : le premier projet date de 1885 mais, jugé trop coûteux, il est rejeté l'année suivante. En 1905, une pétition est réalisée par les habitants pour la création d'une école mixte. Ce projet commencera à prendre forme avec, en 1913, l'acquisition du terrain pour la dite école - achat à la veuve Françoise Ponon. Pour cause de guerre, l'ouverture "officieuse" aura lieu en 1915. En 1917, le conseil municipal de Charenton demande la reprise des travaux arrêtés depuis le début de la guerre, la réception définitive est retardée car il faut terminer la classe, la pompe dans la cour et le logement de l'institutrice - le conseil décide de suspendre la construction du logement de l'institutrice pour achever les autres travaux : menuiserie, plâtre, peinture, vitrerie et  serrurerie. En 1919 : le conseil municipal approuve et règle les dépenses de l'école moyennant une subvention de 4 000 F. En 1927, le conseil municipal accorde un crédit pour embaucher une femme de ménage chargée du balayage.
Randonnée : Le sentier de grande randonnée 654 reliant, sur environ 1 750 kilomètres, la Belgique depuis Namur, au sud-ouest de la France à Montréal-du-Gers traverse le hameau d'est en ouest.
Aujourd'hui, Laugère est toujours le poumon économique de Charenton-du-Cher.